# Zacheus van Foreest
Zacheus van Foreest (Alkmaar, 23 november 1757 – aldaar, 21 oktober 1824) was een Nederlands jonkheer, schepen, raadslid, jurist en vrederechter. Tevens was hij hoofdingeland, heemraad en secretaris van de Schermer. 

## Leven en werk
Zacheus van Foreest werd geboren als zoon van Dirk van Foreest en Maria Wilhelmina Stoesak. Hij huwde in 1793 met Rijka Maria van Cats (1762-1846). Zij kregen een zoon Willem Dirk (1796-1841) en een dochter Maria Cornelia (1794-1836).
In 1796 was Zacheus van Foreest waarnememend generaalmeester van de munten, ten behoeve van Ludovicus Timon de Kempenaer (1752-1812), die deze functie niet kon vervullen omdat hij destijds werd benoemd als voorzitter van de Nationale Vergadering van de Bataafse Republiek.